# Fujio Yamamoto
Fujio Yamamoto (født 27. maj 1966) er en tidligere japansk fodboldspiller.
Han har spillet for flere forskellige klubber i sin karriere, herunder Urawa Reds og Bellmare Hiratsuka.